# Alexander Shelepin
Alexander Nikolayevich Shelepin (em russo:  Алекса́ндр Никола́евич Шеле́пин; 18 de agosto de 1918 - 24 de outubro de 1994) um agente de segurança do estado soviético e estadista do partido. Ele era um membro do Partido Comunista da União Soviética e seus Politburo e era o chefe da KGB de 25 de dezembro de 1958 a 13 de novembro de 1961.
Shelepin nasceu em Voronej. A história e literatura importantes, enquanto estudava no Instituto de Moscou de Filosofia e Literatura, Shelepin era um líder da guerrilha durante a Segunda Guerra Mundial, tornando-se um alto funcionário da Liga da Juventude Comunista, em 1943, e à frente da organização sucessora, a Federação Mundial da Juventude Democrática, de 1952 a 1958. Ele acompanhou Nikita Khrushchev sobre a viagem do líder soviético para a China em 1954.
Shelepin então se tornou o segundo chefe da polícia secreta soviética, a NKVD, que tinha sido reformado e reorganizado como a KGB após a morte do líder soviético Joseph Stalin. Khrushchev nomeado Shelepin em parte por causa de várias defecções importantes KGB nos anos 1950 durante o mandato de Ivan Serov como chefe da KGB. Shelepin tentou retornar a segurança do Estado a sua posição de importância durante a era estalinista. Ele rebaixados ou despedidos muitos oficiais da KGB, substituindo-os por funcionários de organizações do Partido Comunista, e, especialmente, da Liga da Juventude Comunista.
Ele deixou a KGB e foi promovido para o secretariado do Comité Central em novembro de 1961, onde se acredita que ele ainda exercia controle sobre a KGB, o que foi assumido por seu protegido Vladimir Yefimovich Semichastny. Shelepin tornou-se um Primeiro Vice-Primeiro-Ministro em 1962. Ele foi um jogador principal no golpe contra Khrushchev em outubro de 1964, obviamente, influenciar o KGB a apoiar os conspiradores.
Shelepin provavelmente deve se tornar primeiro-secretário e chefia de governo, quando Khrushchev foi derrubado. Aleksandr Solzhenitsyn sugeriu que Shelepin tinha sido a escolha dos stalinistas sobreviver no governo, que pediu que "tinha sido o ponto de derrubar Khrushchev se não reverter para o stalinismo?" [Carece de fontes]
Pelo contrário, a recompensa Shelepin era ser membro pleno do Politburo em novembro de 1964 por uma margem significativa o seu mais novo membro. Mas ele ainda tinha ambições de se tornar o "primeiro entre iguais". Seus colegas do Politburo assisti-lo com cuidado, buscando conter suas ambições. Ele sobreviveu a esse organismo até 1975, quando ele rapidamente caiu de poder.